# Región de Tombali
La región de Tombali es una región administrativa en el sur de Guinea-Bisáu. Su capital es la ciudad de Catió. Limita al norte con las regiones de Quinara, Bafatá y Gabú, al este con el océano Atlántico, y al sur y al este con la República de Guinea. Junto con las regiones de Quinara y Bolama forma la provincia de Sul (sur).

## Territorio y Población
La extensión de territorio de esta región abarca una superficie de 3736 kilómetros cuadrados, mientras que la población se compone de unos 72 441 residentes (cifras del censo del año 2004). La densidad poblacional es de 19,4 habitantes por kilómetro cuadrado.

## Sectores
La región de Tombali se encuentra dividida en 4 sectores:
- Bedanda
- Cacine
- Catió
- Quebo

- Datos: Q1047255
- Multimedia: Tombali Region / Q1047255